# 孔格里耶
孔格里耶（法語：Congrier，法語發音：[kɔ̃ɡʁije]）是法国马耶讷省的一个市镇，属于贡捷堡区。

## 地理
孔格里耶（47°48'36"N, 1°7'2"W）面积24.28 平方千米，位于法国卢瓦尔河地区大区马耶讷省，该省份为法国西北部内陆省份，北起芒什省和奧恩省，西接伊勒-维莱讷省，南至曼恩-卢瓦尔省，东临萨尔特省。
与孔格里耶接壤的市镇（或旧市镇、城区）包括：勒纳泽、拉鲁欧迪耶尔、圣艾尼昂叙罗、圣埃尔布隆、圣萨蒂南迪利梅、瑟诺讷、翁布雷当茹。

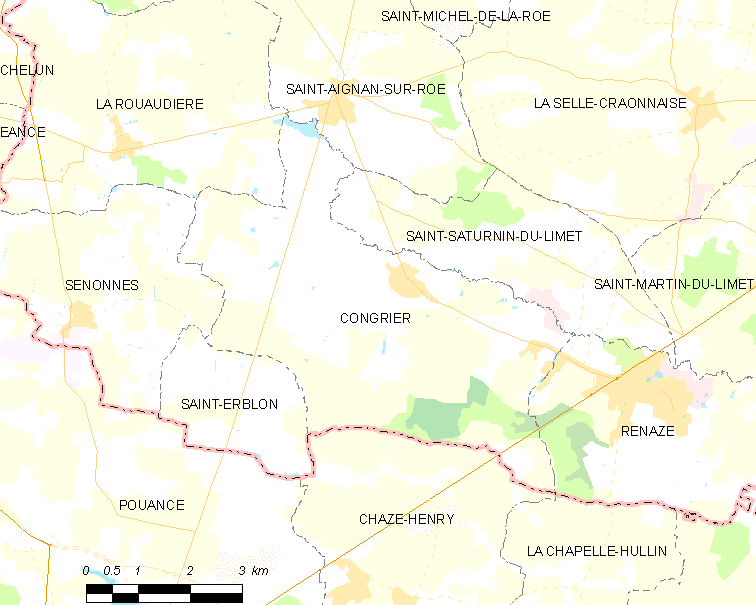
孔格里耶的OSM定位图

孔格里耶的时区为UTC+01:00、UTC+02:00（夏令时）。

## 行政
孔格里耶的邮政编码为53800，INSEE市镇编码为53073。

## 政治
孔格里耶所属的省级选区为科塞勒维维安县。

## 人口

1962-2008年间孔格里耶人口变化图示

孔格里耶于2022年1月1日时的人口数量为919人。